# Kaple Navštívení Panny Marie (Litohlavy)
Poutní kaple Navštívení Panny Marie na Vršíčku byla postavena rokycanskými měšťany jako projev díků za uchránění před morovou epidemií. Kopec Vršíček, na němž kaple stojí, se nachází při jihozápadním okraji obce Litohlavy v okrese Rokycany v Plzeňském kraji.

## Historie
V letech 1680, 1689 a 1713 postihly Čechy morové rány, které se Rokycanům vyhnuly. Po epidemii z roku 1713, poslední velké morové nákaze v Čechách, rokycanští měšťané slíbili, že postaví na Vršíčku „malou kapli neb kostelíček“ jako projev vděku za ochranu Panny Marie. Ve válečném roce 1741 se po průchodu vojsk začal mor opět šířit a tentokrát postihl i Rokycany. Kdesi v polích mezi Rokycany a vsí Litohlavy byl postaven morový špitál, kde byli nemocní izolováni a čekali na uzdravení či smrt. Když epidemie odezněla, zakrátko byly z darů vděčných věřících shromážděny prostředky, aby stavba mohla v roce 1744 započít.
Kaple je chráněna jako kulturní památka ČR.

## Dostupnost

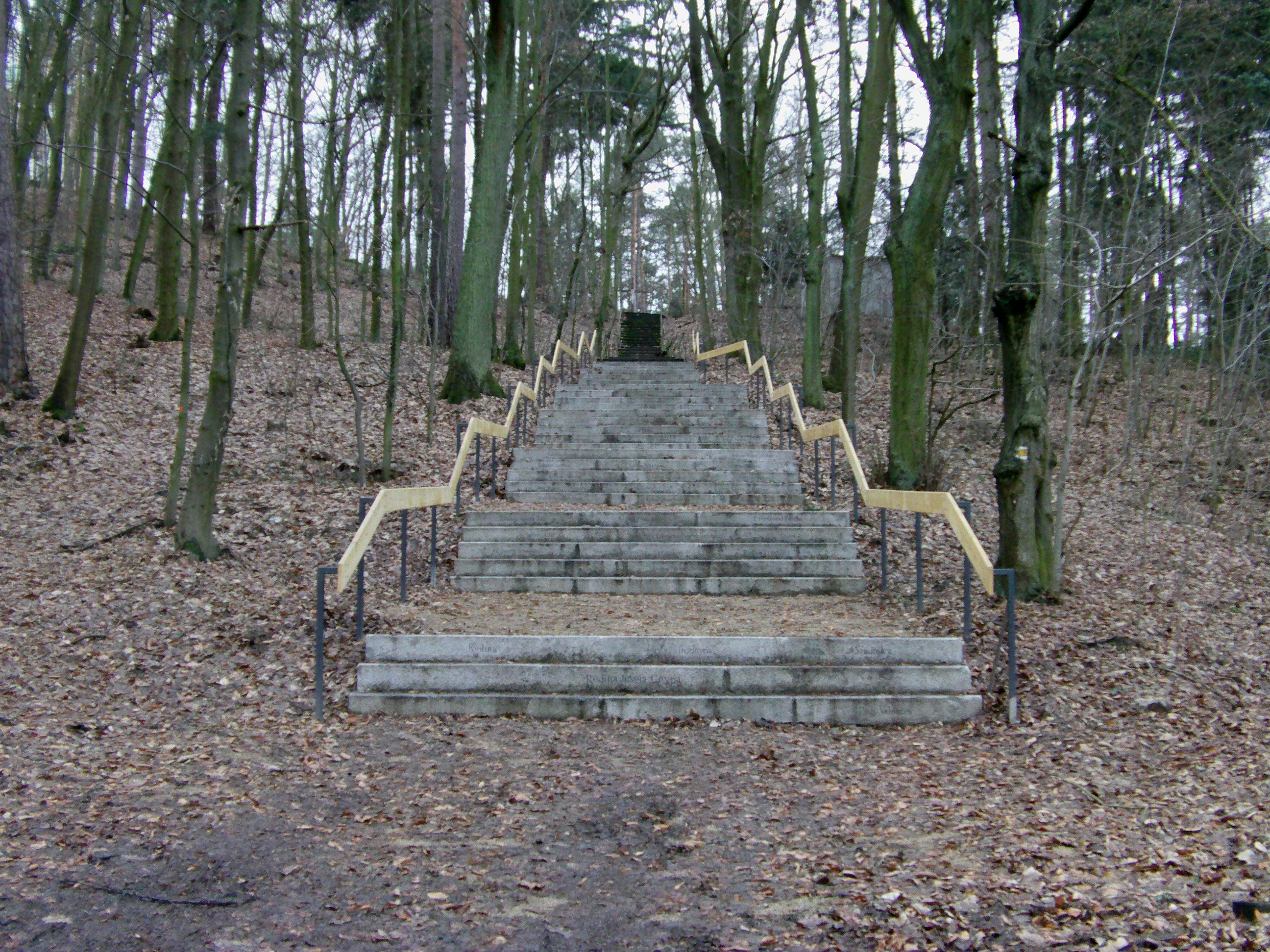
Schodiště k poutní kapli na Vršíčku

Vrchol Vršíčku je přístupný po žlutě značené turistické cestě, která vede z Klabavy kolem stejnojmenné vodní nádrže do Litohlav a dále k zámku Březina. Nejbližší spojení autobusem z Rokycan je na zastávku Litohlavy, háj. Nejbližší vlaková zastávka je cca 3,5 km vzdálená Klabava na železniční trati Praha – Plzeň.
Největší událostí, spojenou s kaplí, je tzv. Pouť Vršíčková, která se koná vždy první neděli v červenci u příležitosti svátku Navštívení Panny Marie.